# Ixtlilxochitl II

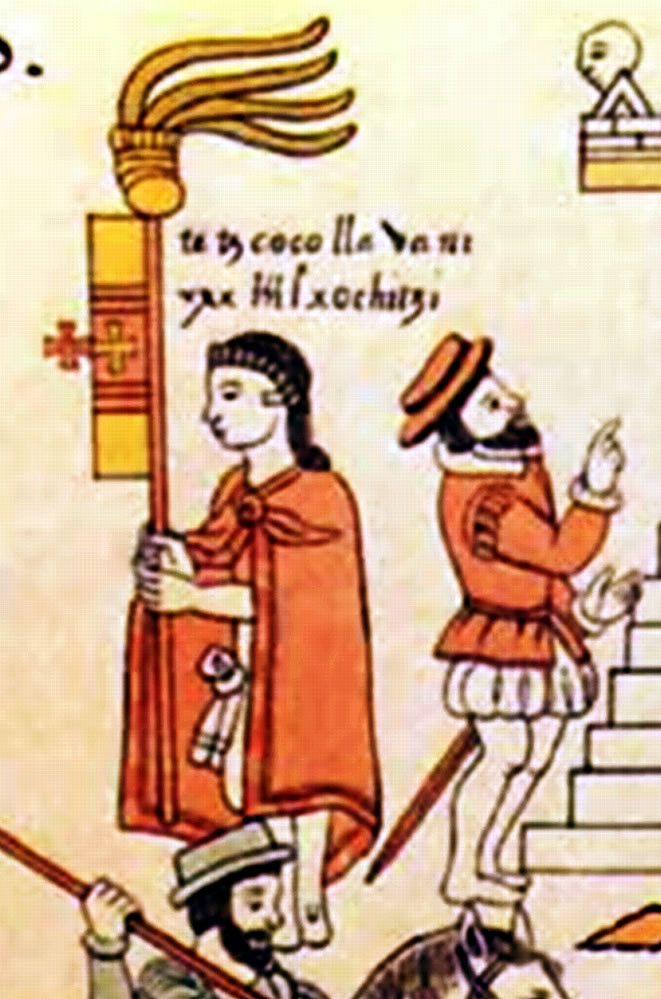
Ixtlilxochitl II
(1552), Lienzo de Tlaxcala

Ixtlilxochitl II, door de Spanjaarden Don Fernando Ixtlilxochitl gedoopt, was de laatste koning van Acolhuacan, een deelstaat van het Azteekse Rijk. Hij regeerde als marionet van de Spanjaarden en liet zijn onderdanen onder bedreiging tot het christendom bekeren.

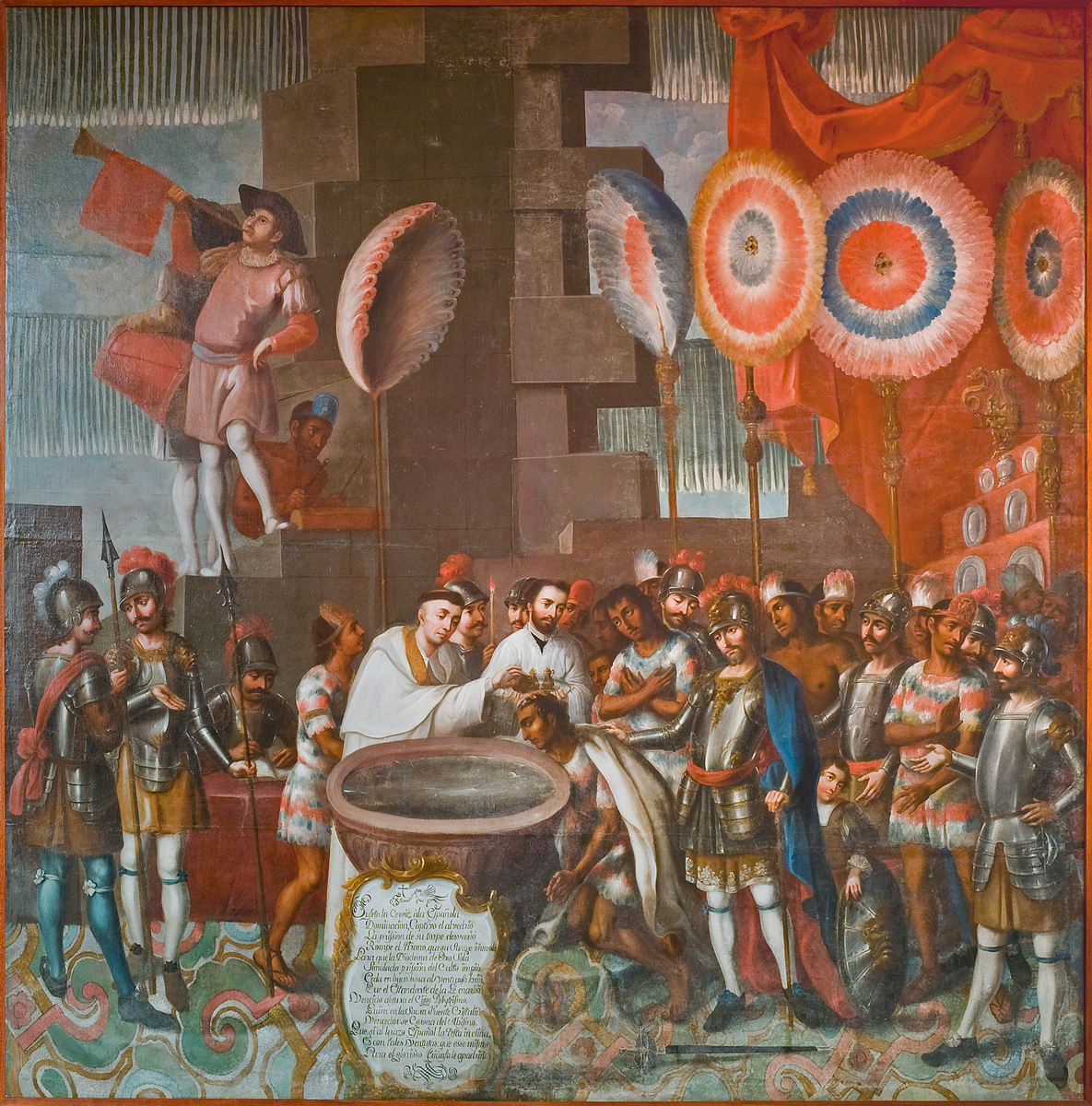
Doop van Ixtlilxochitl
18e eeuw, José Vivar y Valderrama, Museo Nacional de Historia

Hernán Cortés noemde hem aanvankelijk Chichimecatecle, een verbastering van zijn titel Chichimecahtecuhtli. Naar het schijnt had hij een blanke huid.
Hij was een zoon van Nezahualpilli en over overgrootvader van Fernando de Alva Ixtlilxochitl, die de geschiedenis van Texcoco op schrift stelde.
Toen de Spanjaarden zich tijdens de aftocht uit Tlatelolco eind van de zomer van 1521 terug moesten trekken, stortte een brug in en vielen ze in het kanaal. Net op tijd werd Cortés gered door een inheemse indiaan en bondgenoot, Ixtlilxochitl, de koning van Texcoco, maar de Spanjaarden veranderden dit verslag, zodat volgens de latere versie de Spanjaard Cristóbal de Olea Cortés uit het water zou hebben gered (Azcatitlan Codex, folio 23V).